# Soós Lenke
Soós Lenke (Kolozsvár, 1943. június 23. –) erdélyi magyar földrajzi szakíró.

## Életútja, munkássága
Középiskoláit szülővárosában, a 11. sz. Líceumban végezte (1961), a BBTE-n szerzett biológia–földrajz szakos tanári oklevelet (1966). 2000-ben doktorált a pécsi egyetemen, Az értékelés ösztönző ereje a földrajztanításban című dolgozatával.
Előbb a kisbácsi Általános Iskolában, 1980–90 között a kolozsvári Brassai Sámuel Líceumban és a Művészeti Líceumban, utána általános iskolákban tanított; 1995-től betanító előadó, 1999-től adjunktus, majd előadótanár a BBTE Földrajz Karán.
Első szaktanulmányait – társszerzőkkel – a Didactica Geografiei 1998-as kötetében közölte, ezt követően a földrajztanítás problémáival kapcsolatos tanulmányai jelentek meg a Nyírségi Földrajzi Napok konferenciakötetében (Nyíregyháza, 2000), a Tóth József professzor tiszteletére kiadott emlékkönyvben (Pécs, 2000), az International Research in geographical and Enviromental Education V. kötetében (Brisbane, Ausztrália, 2003), a magyar földrajztudományi szakemberek több világtalálkozójának köteteiben (GEO 2002, 2004, HUNGEO 2006), a Tendinţe actuale în predarea şi învăţarea geografiei c. gyűjtemény 2. és 4. kötetében (társszerzőkkel. Kolozsvár, 2007), a debreceni IV. Kárpát-medencei Környezettudományi Konferencia kötetében (Debrecen, 2008).